# 폴 스파크스
폴 스파크스(Paul Sparks, 1971년 10월 16일 ~ )는 미국의 배우이다.

## 출연 작품

### 영화
- 위대한 쇼맨 - 제임스 고든 베넷 역
- 두 소녀

### 드라마
- 하우스 오브 카드 시즌 5 (넷플릭스)
- 웨이코 (2018)